# Madame Roland

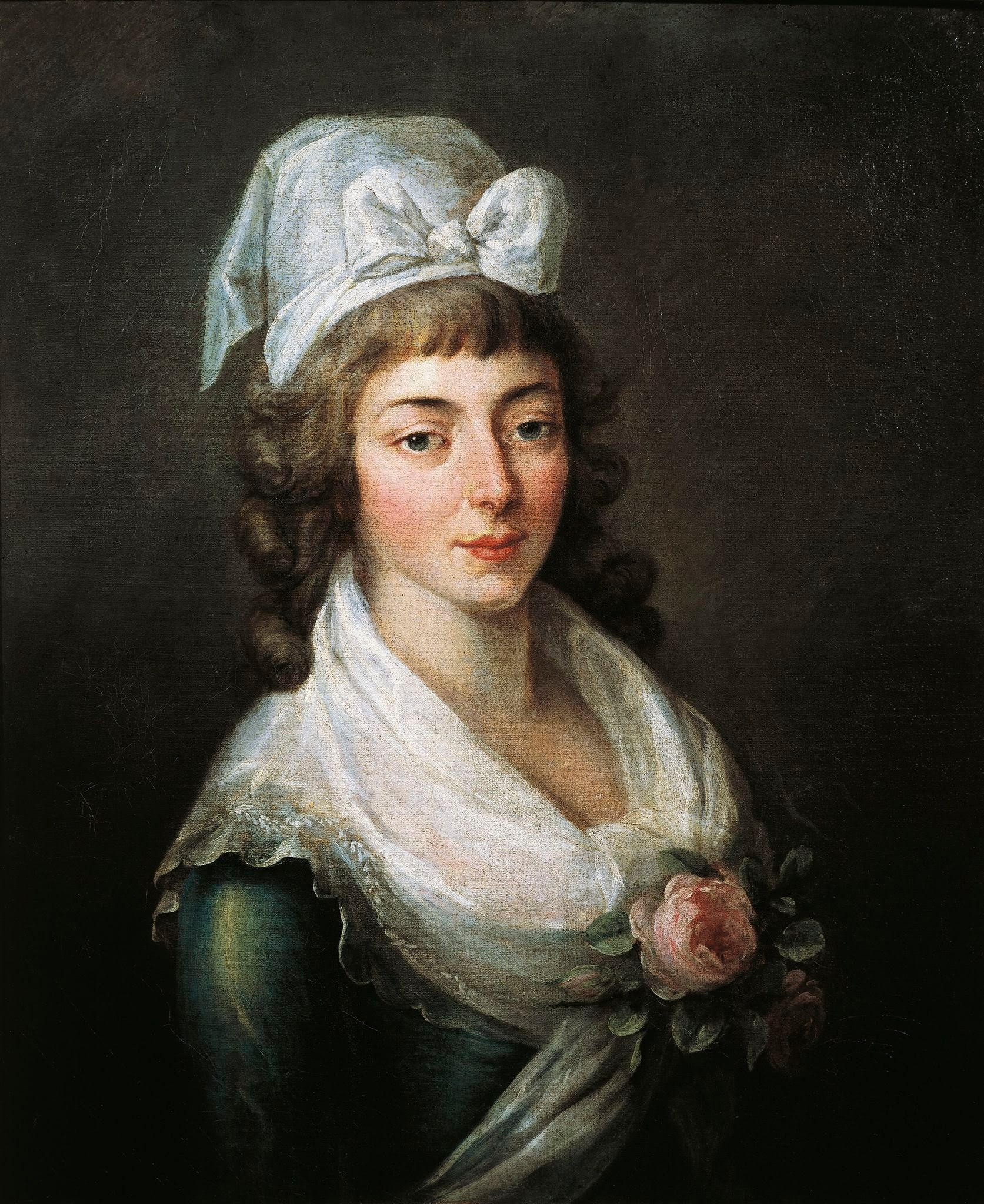
Madame Roland

Jeanne-Marie „Manon“ Roland de La Platière, besser bekannt als Madame Roland, geborene Jeanne Marie Phlipon (* 17. März 1754 in Paris; † 8. November 1793 in Paris), war eine politische Figur in der Französischen Revolution, die in Paris einen Salon führte und an der Seite ihres Ehemanns Jean-Marie Roland de La Platière die Politik der Girondisten wesentlich beeinflusste. Während der Schreckensherrschaft starb sie unter der Guillotine.

## Leben

### Kindheit und Jugend
Jeanne-Marie Roland war die Tochter des Pariser Graveurs Gratien Philipon, Angehörige und Freunde nannten sie Manon. Das intelligente und wissbegierige Mädchen konnte früh lesen und interessierte sich schon bald auch für geschichtliche, philosophische und religiöse Themen. Im Alter von neun Jahren entdeckte sie Plutarchs vergleichende Biographien berühmter Griechen und Römer. Plutarch gehörte immer zu den von ihr geschätzten Autoren; er begeisterte sie für die Idee der Republik.
In ihrem elften Lebensjahr hatte Jeanne-Marie den ernsten Wunsch, Nonne zu werden, und mit dem Einverständnis ihrer Eltern lebte sie vom Mai 1765 bis ins Frühjahr 1766 in einer religiösen Ordensgemeinschaft in der Pariser Vorstadt Saint-Michel. Vom Klosterleben nicht überzeugt, verbrachte sie ein Jahr bei ihrer Großmutter Phlipon auf der Seine-Insel Saint-Louis. Bei einem ihrer gelegentlichen Ausflüge in die Pariser Gesellschaft wurde sie einer wohlhabenden adligen Dame vorgestellt, deren anmaßendes und arrogantes Verhalten sie ein Leben lang nicht vergaß. Dieser Eindruck bestärkte das Kind aus dem bürgerlichen Mittelstand in ihrer kritischen Haltung gegenüber der Aristokratie des Ancien régime. Zurück im elterlichen Haushalt, gehörte Voltaire zu ihren beliebtesten Autoren. Sie las aber in dieser Zeit auch Shakespeare und englische Romane und Gedichte; sie sprach neben englisch auch italienisch. Als Jeanne-Marie vierzehn Jahre alt wurde, kamen ihr Zweifel am katholischen Glauben ihrer Kindheit und sie wandte sich, wie viele Aufklärer, der deistischen Gottesauffassung zu (Gott schuf die Welt, aber er nimmt keinen Einfluss mehr). Gleichzeitig beschäftigte sie sich mit den Schriften der berühmten Prediger Jacques-Bénigne Bossuet und Jean-Baptiste Massillon.
Im Juni 1775 starb Jeanne-Maries Mutter, und sie musste sich nun um den Haushalt des Vaters kümmern, der in wirtschaftliche Schwierigkeiten geraten war. Sie zog sich mit ihren Büchern zurück und beschloss, niemals zu heiraten. Junge Verehrer wies sie ab, sie bevorzugte die ihr geistigen Gewinn bringende Gesellschaft älterer gebildeter Männer. In dieser Zeit las sie Rousseau, der sie ebenso beeindruckte wie Plutarch; seine Ideen bestimmten ihr künftiges politisches Denken und Handeln.

### Das Ehepaar Roland
Im Januar 1776 begegnete Jeanne-Marie Philipon dem zwanzig Jahre älteren Jean-Marie Roland de La Platière, dem Inspektor des Handels und der Manufakturen in Amiens. Sie schätzte seine vielfältigen Interessen und seinen scharfen Verstand. Trotz der Einwände ihrer Familien heiratete das ungleiche Paar im Februar 1780. Während der ersten sechs Monate ihrer Ehe wohnten die Rolands in Paris, obwohl Monsieur Roland sein Büro in Amiens hatte. Madame Roland assistierte ihrem Mann bei der Publizierung seiner Schriften. Sie machte die Bekanntschaft von Schriftstellern und Wissenschaftlern der Aufklärung, und mit Bedauern verließ sie im Herbst 1780 die Hauptstadt, um nach Amiens zu ziehen. Dort wurde im Oktober 1781 ihre Tochter Eudora geboren.
Im Mai 1784 reiste Madame Roland nach Paris, um für ihren Mann als Anerkennung für seine langjährigen Dienste die Ausstellung eines Adelspatents der höheren Rangstufe zu erreichen. Sie hatte keinen Erfolg, erwirkte aber seine Beförderung zum Generalinspektor und die Versetzung nach Lyon. Die Rolands zogen in das von Lyon nicht weit entfernte Villefranche-sur-Saône auf den ärmlichen alten Landsitz der Familie.

### Paris und die Revolution
Mit dem Ausbruch der Revolution 1789 fand das ruhige Leben ein Ende. Von Anfang an unterstützten die Rolands die revolutionäre Bewegung. Sie waren überzeugt, dass die Abschaffung des Königtums notwendig sei. Madame Roland schrieb unter dem Namen ihres Mannes Artikel im Courrier de Lyon, die auch in der Hauptstadt beachtet wurden. Daraus ergab sich eine Korrespondenz, unter anderem mit Jacques Pierre Brissot de Warville, den die Rolands seit 1787 kannten. In der Folgezeit schrieb Madame Roland auch Artikel für den Le Patriote Français, eine von Brissot herausgegebene revolutionäre Zeitung. Im November 1790 dominierten die Anhänger der Revolution den Stadtrat von Lyon und Jean-Marie Roland wurde mit öffentlichen Aufgaben betraut: Der städtischen Schulden wegen reiste er im Februar 1791 zu Verhandlungen mit dem Parlament nach Paris. Madame Roland begleitete ihren Mann und eröffnete ihren ersten politischen Salon im Hôtel Britannique in der rue Guénégaud. Viele Führungspersönlichkeiten der Revolution waren ihre Gäste: Jacques-Pierre Brissot, Jérôme Pétion de Villeneuve, Maximilien de Robespierre, François Buzot und andere.
Im September 1791 kehrten die Rolands nach Lyon zurück, da der Auftrag erfüllt war. Das Amt des Inspektors der Manufakturen war inzwischen abgeschafft worden und Monsieur Roland konnte seiner beruflichen Tätigkeit nicht länger nachgehen. Um nach fast vierzig Dienstjahren einen Anspruch auf Pension durchzusetzen, reisten die Rolands schon im Dezember wieder nach Paris, wo sie sofort aufs Neue in das revolutionäre Geschehen verwickelt wurden.
Roland wurde Mitglied im Pariser Klub der Jakobiner, in dem die künftigen Girondisten, die Männer um Brissot, und die künftigen Montagnards noch gemeinsam debattierten. Im März 1792 wurde Jean-Marie Roland vom König als Innenminister in das neue Kabinett berufen. Seine Ehefrau, die ihm schon immer eine gewandte Helferin war, wurde ihm nun unentbehrlich. Madame Roland erledigte einen Teil seiner Korrespondenz und stand ihm auch in politischen Fragen mit Rat und Tat zur Seite. Mit der Wiedereröffnung ihres Salons in ihrem neuen Domizil in der rue Neuve des Petits Champs stand Madame Roland im gesellschaftlichen und politischen Zentrum der neuen Regierung. Zweimal wöchentlich lud sie zum Diner: Brissot, Pétion, Charles-Jean-Marie Barbaroux, Jean-Baptiste Louvet de Couvray und François Buzot, mit dem sie eine gegenseitige Zuneigung verband, und andere waren die Gäste „… einer empfindsamen und leidenschaftlich für die Gerechtigkeit eintretenden Frau“; Madame Roland „war die Seele der Gironde …“
Am 10. Juni 1792 sandte Innenminister Roland einen Brief an den König, weil dieser die Gesetzgebung durch Vetos behinderte. Madame Roland, die den Brief redigiert hatte, forderte vom König neben der Rücknahme seines Einspruchs gegen zwei Dekrete auch größeren Patriotismus. Dieser Brief löste die Entlassung Rolands und seiner girondistischen Kollegen aus und damit auch die Massendemonstration gegen den König am 20. Juni in den Tuilerien.
Nach der Absetzung König Ludwigs XVI. am 10. August 1792 war Jean-Marie Roland im neu gebildeten provisorischen Vollzugsrat und nach dem Zusammentritt des Nationalkonvents am 21. September wieder für die Innenpolitik zuständig. Bestürzt über den Verlauf der revolutionären Ereignisse, geriet er bald in Opposition zur Bergpartei, die ihn immer wieder heftig attackierte. Wegen seiner Haltung im Prozess gegen den König warf man ihm Royalismus vor. Die Angriffe richteten sich auch gegen seine Frau. Am 7. Dezember wurde Madame Roland vor den Nationalkonvent geladen, um sich dort gegen alle Vorwürfe zu verteidigen. Nach einer leidenschaftlich vorgetragenen Rechtfertigung der Politik ihres Ehemanns wurde sie nicht nur in allen Punkten freigesprochen, sondern auch in Ehren verabschiedet. Sie erhielt die Ehrenbezeugungen der Versammlung, die honneurs de la séance, und verließ unter dem Beifall fast aller Abgeordneten den Saal.

“She was, perhaps, the most extraordinary woman that this or any other age has produced. During the administration of her husband she was the author of all those papers signed by him, which, for composition, brilliancy of language, and sentiments of patriotism, are unrivalled.”

„Sie war die vielleicht außergewöhnlichste Frau, die dieses oder irgend ein anderes Zeitalter hervorgebracht hat. Während der Amtszeit ihres Mannes war sie Autorin aller von ihm unterzeichneten Dokumente, die hinsichtlich Komposition, Brillanz der Sprache und patriotischen Gefühlen ihresgleichen suchen.“

### Gefängnis und Tod
Zwei Tage nach der Hinrichtung König Ludwigs XVI. am 21. Januar 1793 trat Jean-Marie Roland resignierend von seinem Ministeramt zurück. Trotz wiederholter Petitionen durften die Rolands Paris nicht verlassen. Nach der Verhaftung führender Girondisten am 31. Mai gelang Jean-Marie Roland die Flucht nach Rouen. Madame Roland blieb auf eigenen Wunsch zurück und wurde am 1. Juni verhaftet. Sie kam in das Gefängnis der Abbaye, dann nach Sainte-Pélagie und schließlich in die Conciergerie. Von ihren Wächtern respektiert, erhielt sie Schreibmaterial und konnte gelegentlich auch Besuch empfangen. Im Gefängnis schrieb sie ihren Appel à l’impartiale postérité, ihre der Tochter Eudora gewidmeten Memoiren.
Nach der Hinrichtung von 21 Girondisten am 31. Oktober 1793 fand ihr Prozess vor dem Revolutionstribunal am 8. November statt. Zum Tode verurteilt, starb Madame Roland noch am selben Abend auf der Place de la Révolution, der heutigen Place de la Concorde, unter dem Fallbeil der Guillotine. Die berühmt gewordenen Worte

« O Liberté, que de crimes on commet en ton nom ! »

„Oh Freiheit, welche Verbrechen begeht man in deinem Namen!“

wurden ihr später vom Dichter Lamartine in den Mund gelegt.

## Schriften
- Mémoires particuliers de Madame Roland suivis des notices historiques sur la révolution, du portrait et anecdotes et des derniers écrits et dernières pensées, par la même

Deutsche Ausgaben:
- Memoiren aus dem Kerker. Eine Jugend im vorrevolutionären Frankreich. Artemis, Zürich/München 1987, ISBN 3-7608-0729-1.
- Memoiren und Korrespondenzen. Kiepenheuer, Leipzig/Weimar 1988, ISBN 3-378-00207-7.